# Сарнацкая, Нина Дмитриевна
Нина Дмитриевна Сарнацкая (8 декабря 1909, Баку, Российская империя — 6 апреля 1986, Баку, Азербайджанская ССР) — советская азербайджанская театральная актриса

, педагог. Народная артистка Азербайджанской ССР (1974).

## Биография
В 1932 году окончила студию Рабоче-молодежного театра в Баку. Тогда же дебютировала на сцене Бакинского рабочего театра. С 1941 по 1957 год играла в Уфимском, Ульяновском, Свердловском драматических театрах.
С 1957 года — актриса Азербайджанского русского драматического театра (ныне Азербайджанский государственный академический русский драматический театр имени Самеда Вургуна).
Преподавала актёрское мастерство в Азербайджанском институте искусств.

## Избранные театральные роли
- Мария Александровна («Семья», И. Панов)
- Мурзавецкая («Волки и овцы», Александр Островский)
- Тётя Пери («Почему ты живёшь?», Имран Гасымов и Гасан Сеидбейли)
- Соломона («Тяжкое обвинение», Лев Шейнин)
- Мадам Ксидиас («Интервенция», Лев Славин)
- Войницкая («Дядя Ваня», Антон Чехов)
- Авдотья Назаровна («Иванов», Антон Чехов)
- Квашня («На дне», Максим Горький)

В 1969 году сыграла в фильме «Я помню тебя, учитель» режиссёра Гасана Сеидбейли.